# 레온 (영화)
《레온》(일본어: レオン)은 2018년에 대한민국에서 개봉한 일본의 영화이다.

## 캐스팅
주연
- 강지영 : 타카나시 레온 역
- 다케나카 나오토 : 아사히나 레오 역

조연
- 야마자키 이쿠사부로 : 쿠사카 역
- 요시자와 료 : 이치조 토루 역
- 오오마사 아야 : 사리나 역
- 사이토 신지 : 아사히나 마사오 역
- 하라 미키에 : 인터뷰어 역
- 카와이 아오바 : 아이리 역